# Érj el!
Az Érj el! (eredeti cím: Reach Me) 2014-ben bemutatott amerikai filmdráma, melynek forgatókönyvírója és rendezője John Herzfeld. A főszerepben Sylvester Stallone, Kyra Sedgwick, Terry Crews, Thomas Jane, Kevin Connolly, Lauren Cohan, Kelsey Grammer és Tom Berenger. A filmet Rebekah Chaney, Cassian Elwes, Buddy Patrick és John Herzfeld készítette.

## Szereplők
| Szerep              | Színész              | Magyar hang        |
| ------------------- | -------------------- | ------------------ |
| Kate                | Lauren Cohan         | Zsigmond Tamara    |
| Collette            | Kyra Sedgwick        | Götz Anna          |
| Wolfie              | Thomas Jane          | Haás Vander Péter  |
| Angelo AldoBrandini | Kelsey Grammer       | Honti Molnár Gábor |
| Roger King          | Kevin Connolly       | Hamvas Dániel      |
| Teddy               | Tom Berenger         | Sörös Sándor       |
| E-Ruption           | Nelly                | Kisfalusi Lehel    |
| Dominic             | Omari Hardwick       | Varga Rókus        |
| Gerald              | Sylvester Stallone   | Gáti Oszkár        |
| Wilson              | Terry Crews          | Király Attila      |
| Vic                 | Danny Trejo          | Varga Tamás        |
| Paul atya           | Danny Aiello         | Kertész Péter      |
| Frank               | Tom Sizemore         | Kőszegi Ákos       |
| Denise-Denise       | Rebekah Chaney       | Bogdányi Titanilla |
| Joe                 | Chuck Zito           | Végh Ferenc        |
| Bunyós              | David O'Hara         | Orosz István       |
| Eve                 | Elizabeth Henstridge | Sipos Eszter Anna  |
| Jack Burns          | Ryan Kwanten         | Czető Roland       |
| Kersey              | Cary Elwes           | Juhász Zoltán      |

## Marketing
John Herzfeld Érj el! című filmjének első hivatalos előzetese 2014. július 7-én jelent meg, a második hivatalos előzetes pedig 2014. szeptember 25-én.